# Вільям Мерріт Чейз
Вільям Мерріт Чейз (англ. William Merritt Chase; 1 листопада, 1849, Вільямсбург, штат Індіана — 25 жовтня, 1919, Нью-Йорк) — викладач і художник зі Сполучених Штатів, представник імпресіонізму.

## Життєпис, ранні роки і перші успіхи
Батьки — Девід Хестер Чейз та Сара Свейн Чейз. Вільям Мерріт був старшим сином в родині, де було п'ятеро молодших братів і сестер. 1861 року родина перебралась із провінційного Вільямсбурга до Індіанаполіса. Батько виготовляв жіноче взуття і торгував ним. Він наполягав, аби син продовжив бізнес батька. Але Вільям Мерріт мріяв стати художником.
У Індіанаполісі і розпочалась художня кар'єра молодого митця. Він служив у Військово-морському корпусі США, а з 1869 року навчався у Національній академії дизайну в місті Нью-Йорк. Серед його вчителів — Джозеф Оріел Ітон (Joseph Oriel Eaton) і Лемуіл Вілмарт, останній стажувався в Парижі в майстерні Жана-Леона Жерома. Вільям Мерріт створював натюрморти і брав участь у місцевих виставках. Його помітили місцеві меценати-добродії і згодом запропонували гроші для перебування та стажування у Західній Європі.

## Перебування у Європі
Стажувався в Мюнхені в тамтешній художній академії. Він старанно вичав славнозвісних європейських митців, особливо 17 століття (Франс Галс, Антоніс ван Дейк). Художні манери останніх вплинули на декотрі композиції Чейза — «Придворний блазень», «Автопортрет у вбранні 17 століття», «Дитячий портрет Джеймса Репельє Говелла з собакою» тощо.
Окрім Мюнхена художник відвідав Флоренцію та неодноразово Венецію.

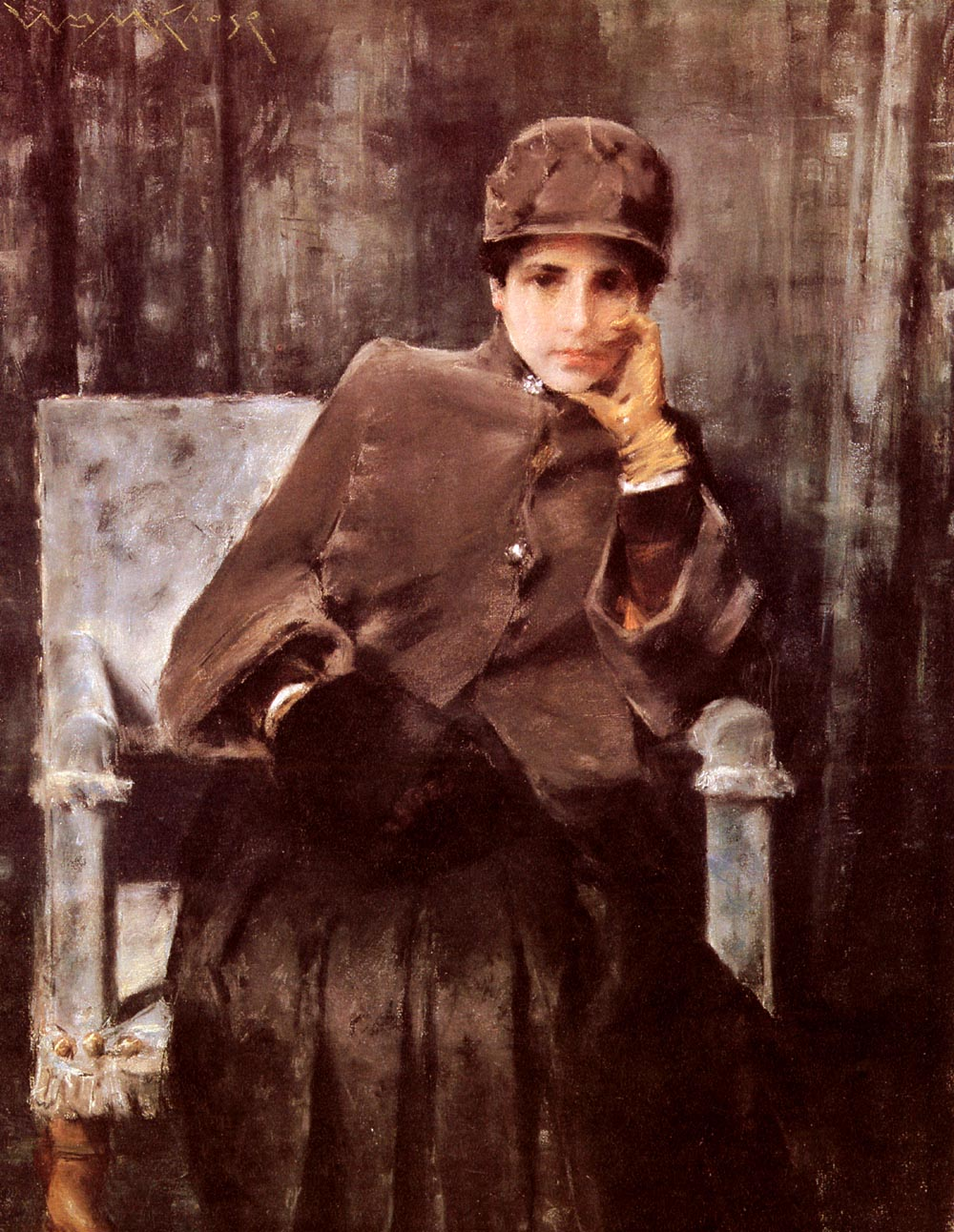
«Задумливість», 1885
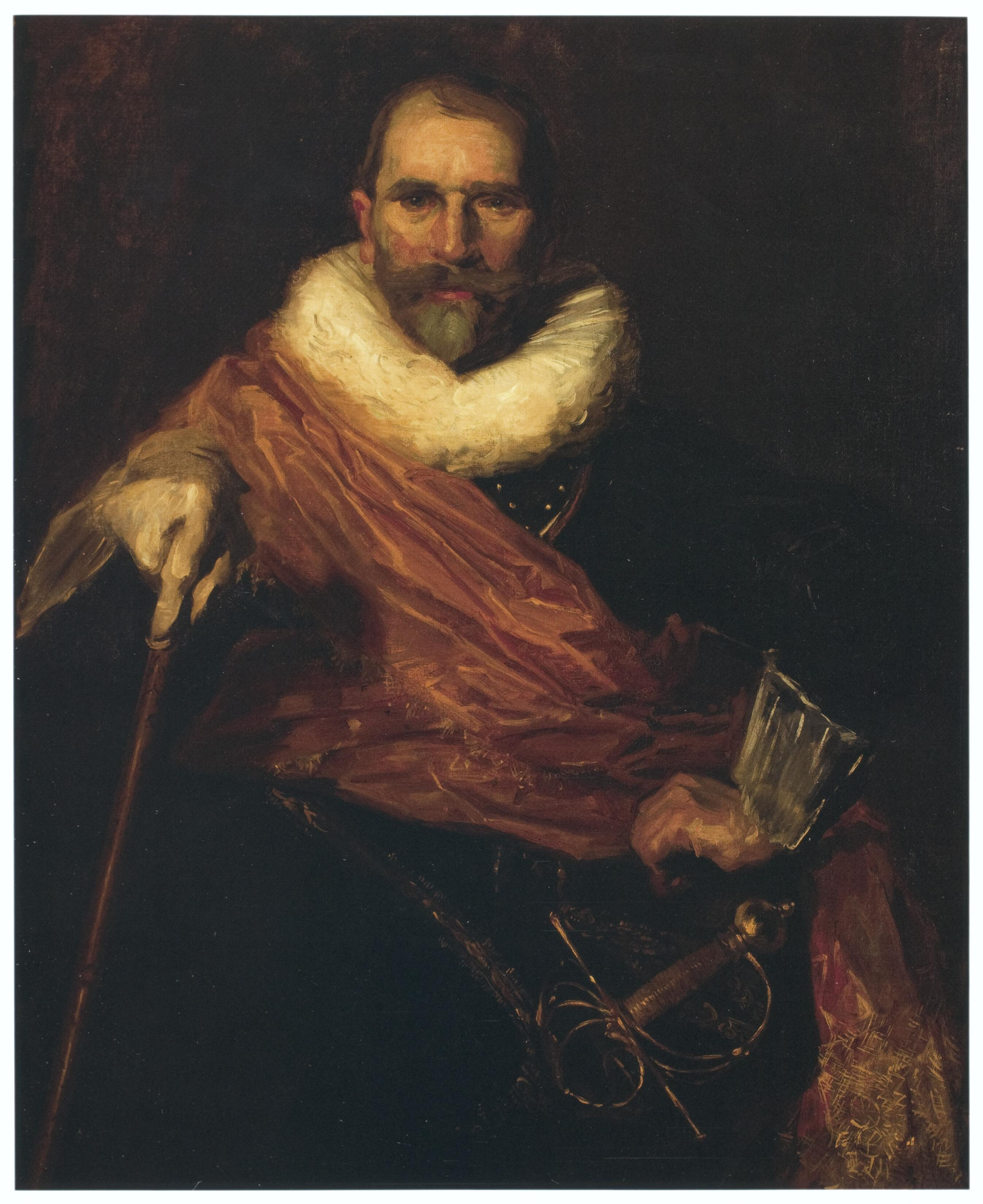
«Автопортрет у вбранні 17 століття»
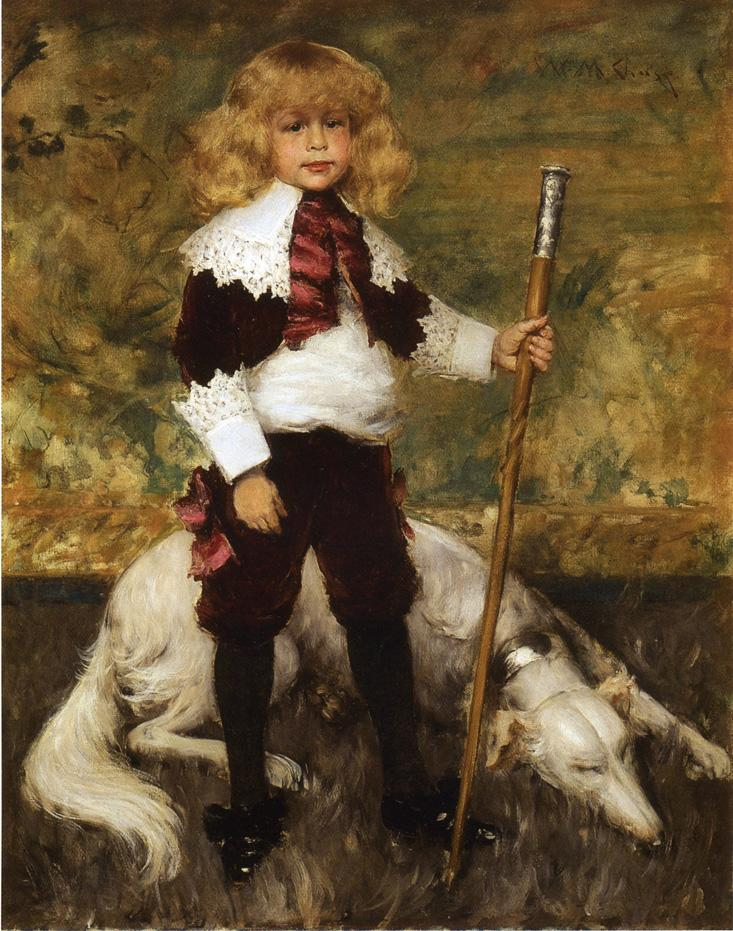
«Дитячий портрет Джеймса Репельє Говелла з собакою», 1886
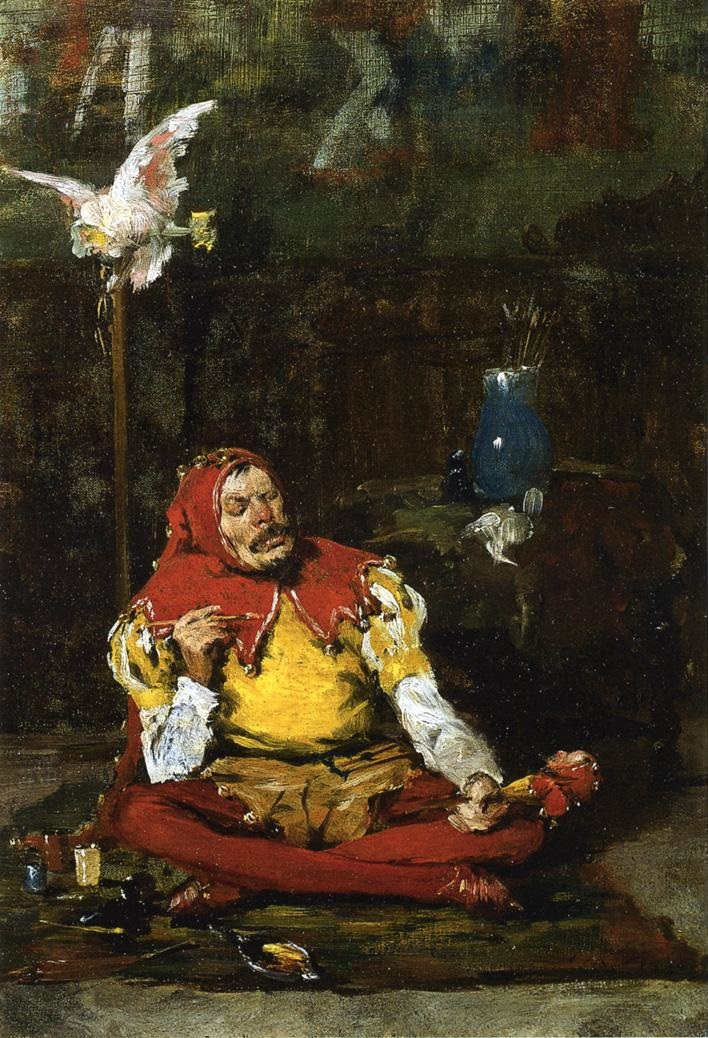
Блазень, 1875

## Власна родина
1886 року він узяв шлюб із Алісою Герсон. Подружжя мало восьмеро дітей. Вільям Мерріт Чейз виборов матеріальний успіх. Родина перебралась у власну садибку Шиннекок на острові Лонг-Айленд, де Чейз працював викладачем.

## Художня школа на Лонг-Айленді
Згодом місцевість стала місцем відпочинку для багатих мешканців міста Нью-Йорк. Чейз спілкувався із багатіями і переконав їх фінансувати створення місцевої художньої колонії. Це вдалося і згодом на Лонг-Айленді були вибудовані гостьові будиночки та справжній готель, а місцевість перетворилась на відомий курорт. Вільям Мерріт Чейз працював там викладачем до 1902 року.
Літня художня школа отримала популярність, платня не зупиняла багатих жінок з Нью-Йорку, що залюбки малювали пейзажі і натюрморти як аматори. У період 1891–1902 рр. через Літню художню школу пройшло близько 1000 учнів.
Серед учнів Літньої художньої школи було і декілька видатних особистостей, серед них ті, що вибороли славу або у Сполучених Штатах, або міжнародну славу — Джозеф Стелла, Роквел Кент, Кетрін Бадд, Чарльз Шилер та інші.

## Смерть
Вільям Мерріт помер у Нью-Йорку 1919 року.

## Вибрані твори

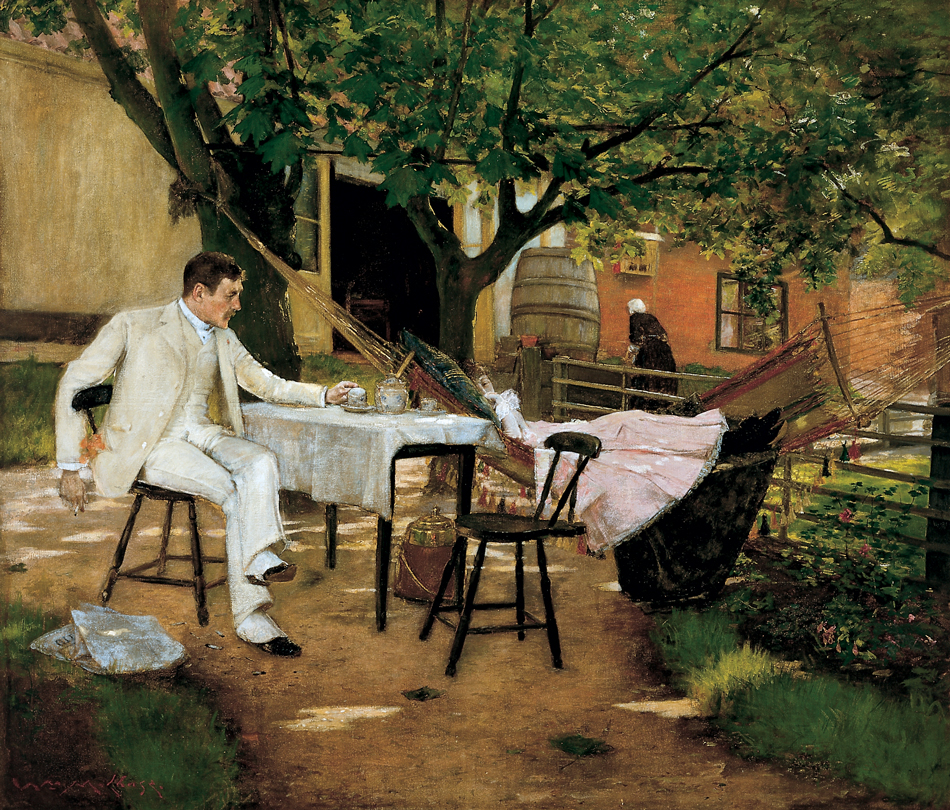
«Світло й тінь» або «Нудьга удвох», 1884 р.

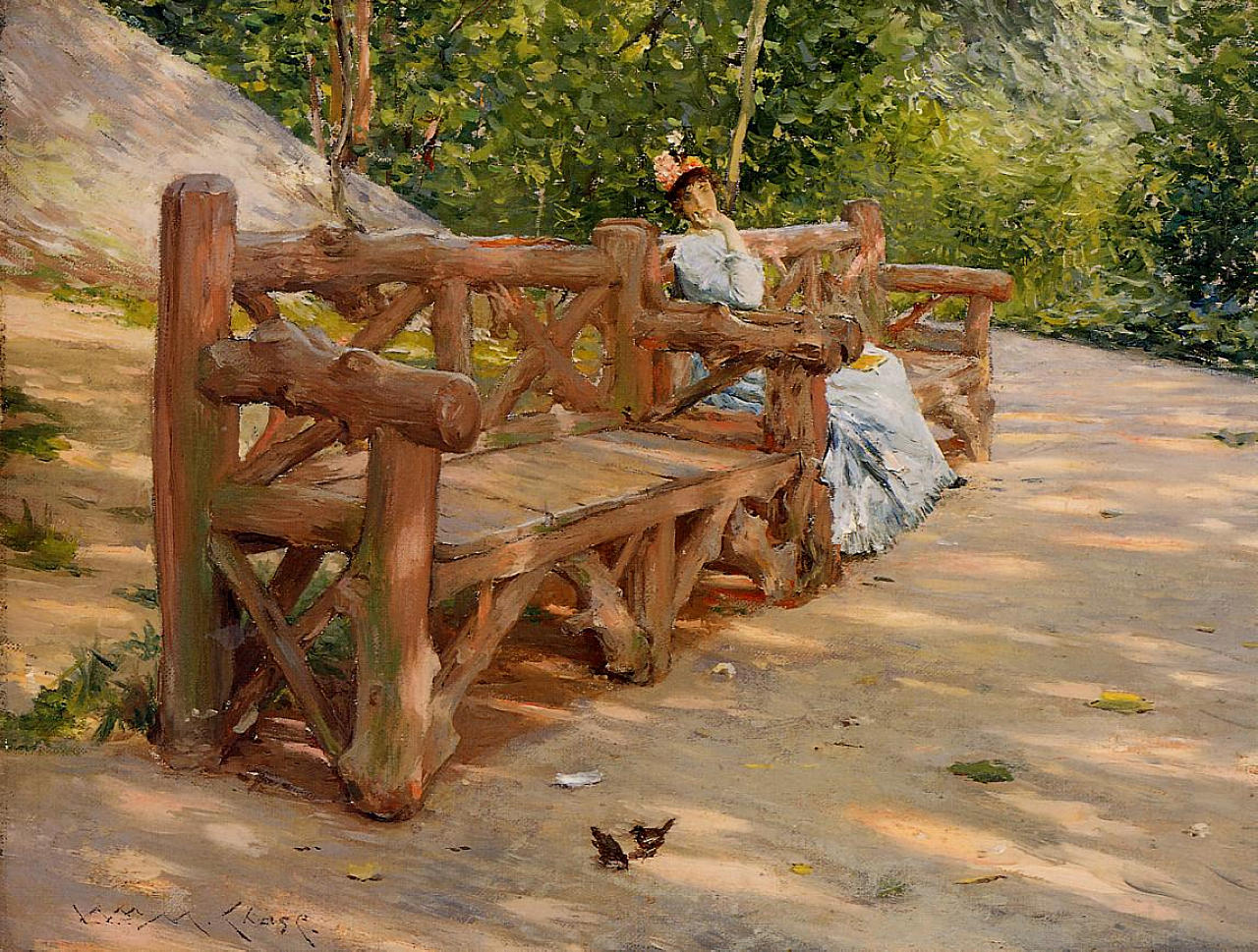
«Паркова лава», 1890 р.

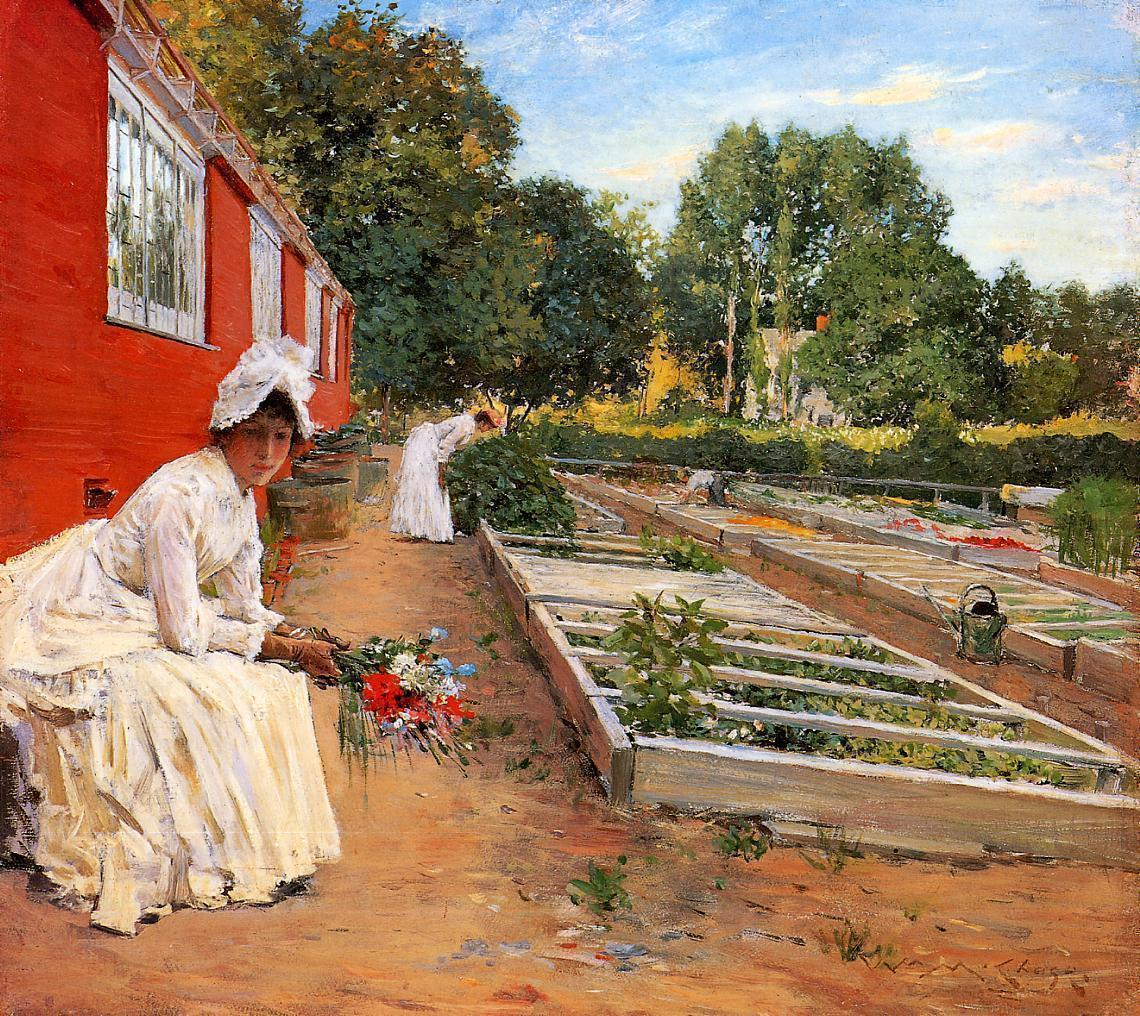
«Розплідник рослин», 1890 р.

- «Натюрморт з кавуном на обідньому столі», 1869 р.
- «Блазень», 1875 р.
- «Хлопчик з папугою», 1876 р., Художній музей Цинциннаті
- «Антикварна крамничка», 1879 р., Бруклінський музей
- «Азалії в зеленій вазі», 1882 р.
- «Овочі на блюді»
- «Інтер'єр майстерні», 1882 р.
- «Місс Дора Вілер», 1883 р.
- «Луїс Бетс»
- «Узбережжя в Голландії», 1884 р.
- «Світло й тінь» або «Нудьга удвох», 1884 р.
- «Задумливість» (пані у кріслі), 1885 р.
- «Дитячий портрет Джеймса Репельє Говелла з собакою», 1886 р.
- «Галерея для човнів у парку», 1887 р.
- «Пані в синьому кімоно», 1888 р.
- «Ню» або «Натурниця Магдалена», 1888 р.
- «Пані біля вікна», пастель, 1889 р.
- «Басейн для іграшкових човнів», 1890 р.
- «Озеро на Лонг Айленді», 1890 р.
- «Паркова лава», 1890 р.
- «Розплідник рослин», 1890 р.
- «Старий шлях до моря», 1893 р.
- «Пагорби Шиннекок», 1895 р., Бруклінський музей
- «Післяобідня прогулянка», 1895 р., Художній музей Сан Дієго
- «Дружній візит», 1895 р., Національна галерея мистецтв США
- «Пані біля дзеркала», 1900 р., Художній музей Цинциннаті
- «Портрет Хільди Спонг», 1900 р., Музей красних мистецтв Вірджинії
- «Портрет Дороті та її сестри», 1901 р.
- «Портрет місс Френсіс», 1905 р.
- «Флоренція», 1907 р., Колекція Філіпс
- «Сад в Італії», 1909 р.
- «Риби і порцеляна», 1910 р.
- «Добрі приятелі», 1911 р.
- «Канал у Венеції», 1913 р.
- «Автопортрет», 1915 р.

## Галерея вибраних творів

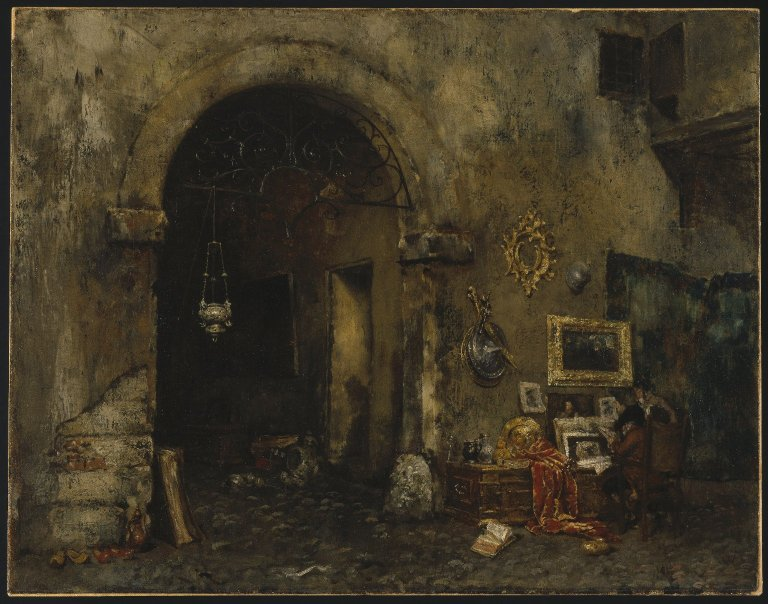
«Антикварна крамничка», 1879, Бруклінський музей
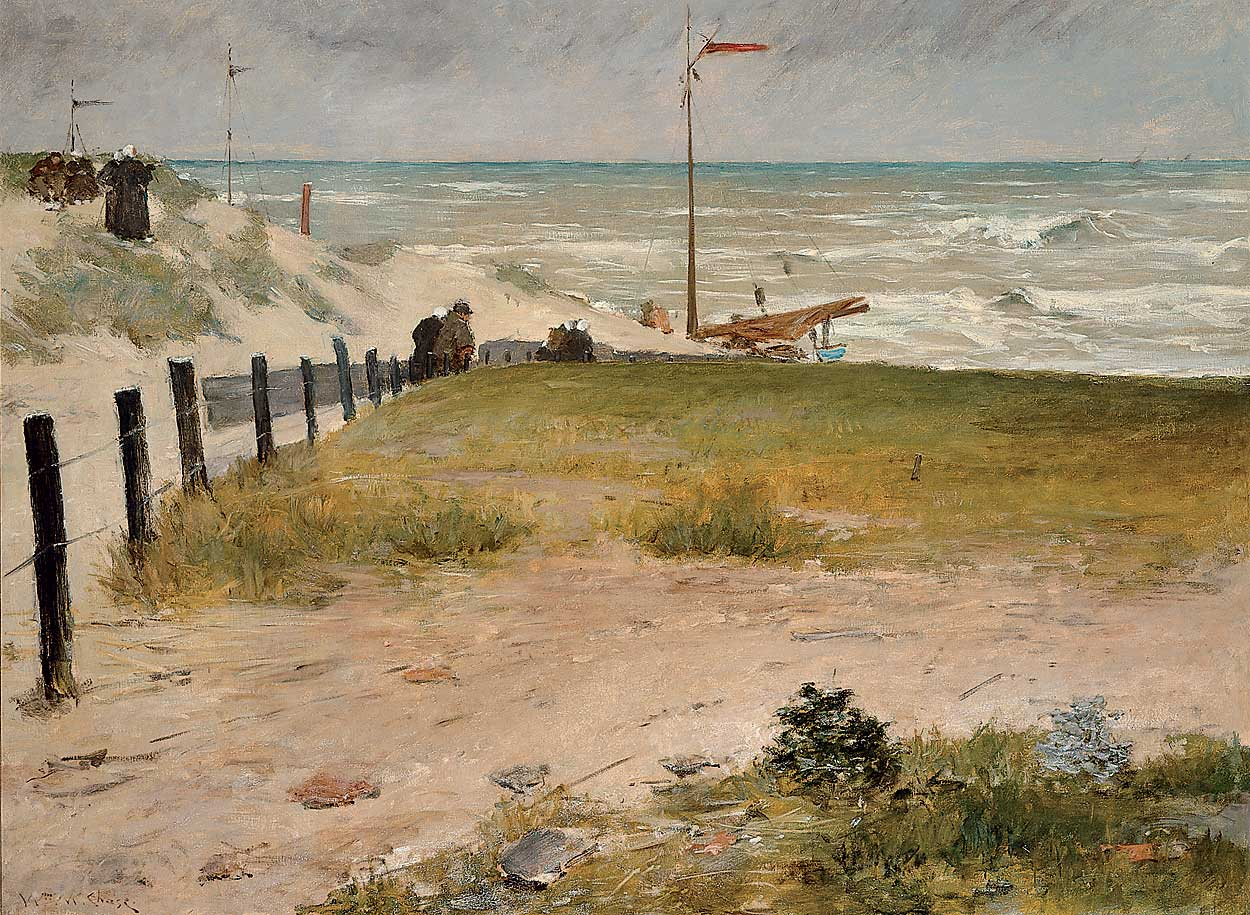
«Узбережжя в Голландії», 1884
«Дружній візит», 1895, Національна галерея мистецтв США
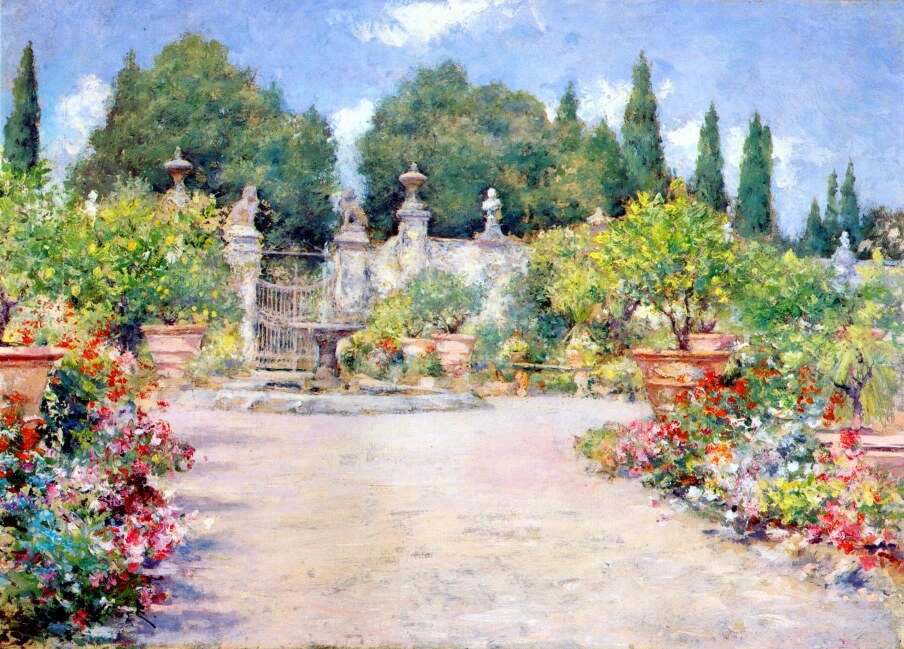
«Сад в Італії», 1909